# 戈諾拉特卡 (拉季維利夫區)
50°15′36″N 25°18′33″E / 50.26000°N 25.30917°E
戈諾拉特卡（烏克蘭語：Гоноратка），是烏克蘭西北部的村莊，隸屬里夫內州的杜布諾區。該村始建於1652年，面積0.11平方公里，海拔高度206米，人口150，人口密度每平方公里2,714.3人。